# Vindklubb
Vindklubb är skär i Åland (Finland). De ligger i Ålands hav eller Skärgårdshavet och i kommunen Jomala i landskapet Åland, i den sydvästra delen av landet. Öarna ligger nära Mariehamn och omkring 280 kilometer väster om Helsingfors. 
Arean för den av öarna koordinaterna pekar på är 0,3 hektar och dess största längd är 80 meter i nord-sydlig riktning. I omgivningarna runt Vindklubb växer i huvudsak barrskog.Närmaste större samhälle är Mariehamn, 5,8 km nordost om Vindklubb.